# Liste der Baudenkmale in Eyendorf
In der Liste der Baudenkmale in Eyendorf sind alle Baudenkmale der niedersächsischen Gemeinde Eyendorf im Landkreis Harburg aufgelistet. Der Stand der Liste ist der 21. August 2020.

## Allgemein
In den Spalten befinden sich folgende Informationen:
- Lage: die Adresse des Baudenkmales und die geographischen Koordinaten. Kartenansicht, um Koordinaten zu setzen. In der Kartenansicht sind Baudenkmale ohne Koordinaten mit einem roten Marker dargestellt und können in der Karte gesetzt werden. Baudenkmale ohne Bild sind mit einem blauen Marker gekennzeichnet, Baudenkmale mit Bild mit einem grünen Marker.
- Bezeichnung: Bezeichnung des Baudenkmales
- Beschreibung: die Beschreibung des Baudenkmales. Unter § 3 Abs. 2 NDSchG werden Einzeldenkmale und unter § 3 Abs. 3 NDSchG Gruppen baulicher Anlagen und deren Bestandteile ausgewiesen.
- ID: die Objekt-ID des Baudenkmales
- Bild: ein Bild des Baudenkmales, ggf. zusätzlich mit einem Link zu weiteren Fotos des Baudenkmals im Medienarchiv Wikimedia Commons. Wenn man auf das Kamerasymbol klickt, können Fotos zu Baudenkmalen aus dieser Liste hochgeladen werden:

## Eyendorf

### Einzelbaudenkmale
| Lage                                       | Bezeichnung    | Beschreibung | ID       | Bild           |
| ------------------------------------------ | -------------- | --- | -------- | -------------- |
| Am Berge 3 53° 12′ 19″ N, 10° 9′ 28″ O     | Hökerladen     | | 32721662 |                |
| Dorfstraße 18 53° 12′ 10″ N, 10° 9′ 17″ O  | Bauernhaus     | | 32721703 | BW             |
| In de Mees 53° 12′ 9″ N, 10° 8′ 57″ O      | Wasserturm     | Erbaut 1913 und Nutzung bis 1960. Restaurierung 1989. Die Inschrift erinnert an die Hundertjahrfeier der Befreiungskriege. | 32721742 |                |
| Mühlenweg 2 53° 12′ 18″ N, 10° 9′ 1″ O     | Windmühle      | | 32721783 | Weitere Bilder |
| Ravener Straße 8 53° 12′ 0″ N, 10° 9′ 4″ O | Wohnhaus       | | 32721820 | BW             |
| Ravener Straße 53° 12′ 8″ N, 10° 9′ 12″ O  | Kriegerdenkmal | Erbaut 1924. Straßendreieck: am Ehrenmal, Ravener Straße, Dorfstraße                                                       | 32721801 |                |